# Transcendentale illusioner
 Der er for få eller ingen kildehenvisninger i denne artikel, hvilket er et problem. Du kan hjælpe ved at angive troværdige kilder til de påstande, som fremføres i artiklen.

En transcendental illusion optræder, når fornuften tager ugyldige skridt på vejen mod erkendelse, og derved overskrider sin egen evne for erkendelse, men alligevel påstår at have erkendt noget. 
Tanken er fremført af filosoffen Immanuel Kant der mente, at disse transcendentale illusioner var en uundgåelig del af menneskesindet, da vi altid vil forsøge at overskride grænserne for vores egen erkendelse. 
Vi vil altid begynde at tænke i metafysik, da dette er vores natur, selvom dette egentlig overskrider grænsen for hvad vi kan erkende. Derimod mente han, at vi kunne anerkende disse illusioner, ligesom at vi kan anerkende optiske illusioner. Selvom et hus er mindre i horisonten (og derved fremstår som mindre for vores sanser), da ved vi godt, at huset i virkeligheden ikke er mindre, da vi har anerkendt denne optiske illusion. Det samme gælder, når vi stikker en stok gennem en vandoverflade, hvor afspejlingen vil få stokken til at fremstå som knækket. Ved at anerkende grænserne for vores erkendelse, hvilket i høj grad var Kants projekt, da ville vi ligeledes kunne komme ud over de transcendentale illusioner.

## Immanuel Kants kritik
Der findes tre slags transcendentale illusioner: paralogismer, antinomier og fornuftens ideal. Dernæst er der fire paralogismer og fire antinomier, hvor fornuftens ideal omfatter den spekulative teologi. 

### Kritik af paralogismerne
Kant kalder en masse filosofiske antagelser for paralogismer, og argumenterer for, at de er transcendentale illusioner.
Den første paralogisme Kant fremsætter i bogen tager sit afsæt i tænkningen fra antikkens muligvis største filosof Aristoteles der fundrede over, om der fandtes et subjekt der ikke kan være prædikat, og kom frem til, at en substans ikke kan være prædikat, men udelukkende subjekt. En substans er altid det egenskaberne er egenskaber ved og kan derved ikke selv være egenskab ved noget, og altså aldrig være prædikat. Mange filosoffer har set det der betegnes som et jeg, som en substans, da et jeg også udelukkende er et subjekt og aldrig kan prædiceres om noget, hvorefter man kan slutte, at et jeg er en eksisterende substans. Dette er dog en transcendental illusion og ligeledes en paralogisme, ifølge Kant.
Den første paralogisme kan formuleres på denne måde:
- 1. Det der kun kan være subjekt er substans.
- 2. Et jeg kan kun være subjekt.
- 3. Ergo: Et jeg eksisterer derfor som substans (sjæl).

Kant siger derefter, at dette er en paralogisme på grund af, at ordet subjekt ikke betyder det samme, eller ikke bliver brugt på samme måde, i udtalelse 1 og 2, og hævder endvidere, at forskellen på disse to er af trascendental art. I den første udtalelse er der tale om et subjekt der gøres til genstand for erkendelse, og altså et subjekt der kan udsiges noget om, da det er et subjekt der indgår som subjekt i en dom. I den anden påstand derimod, snakker man om en betingelse for overhovedet at kunne fælde en dom, og man snakker derfor ikke om et subjekt der kan udsiges noget om. Dette jeg kan simpelthen ikke være subjekt i en dom, men derimod en betingelse for overhovedet at kunne fælde en dom, og som Kant siger, kan betingelserne for dommene netop ikke selv være domme, i kraft af af de er betingelser for disse.
Kant nævner derudover to andre paralogismer (den anden og tredje) som også handler om et jeg. Den fjerde paralogisme handler dog om de sansede ydre genstande og bliver formuleret på denne måde:
- 1. Årsagen til de givne sanseindtryk er noget hvis eksistens man slutter sig til og derfor noget man kan betvivle.
- 2. Eksistensen af de ydre genstande er noget man slutter sig til som årsag til det man sanser.
- 3. Ergo: Eksistensen af de ydre genstande kan derfor betvivles.

Kant udfolder en kritik af denne antagelser, som han kalder en paralogisme, ved, at man har forvekslet distinktionen mellem transcendental idealisme og empirisk realisme ved den første påstand, samt at man har forvekslet distinkionen mellem transcendental realisme og empirisk idealisme ved den anden påstand.

### Kritik af antinomierne
Kant forsøger ligeledes at påvise, at antinomierne er transcendentale illusioner. 

### Kritik af det ontologiske gudsbevis
I sit hovedværk Kritik af den rene fornuft fremsætter Kant en kritik af det ontologiske gudsbevis der kommer ind på dette emne. Han mener, at dette bevis er forudsætningen for det fysikoteologiske bevis og det kosmologiske bevis.